# الإمبراطورية المكسيكية الأولى
كانت الإمبراطورية المكسيكية (الإسبانية: Imperio Mexicano) ملكية، وأول دولة إمبريالية مستقلة بعد الاستعمار في المكسيك. وكانت المستعمرة السابقة الوحيدة في الإمبراطورية الإسبانية التي أقامت مملكة بعد الاستقلال. جنبًا إلى جنب مع الإمبراطورية البرازيلية والإمبراطوريتين الهايتيتين، كانت واحدة من أربع إمبراطوريات على الطراز الأوروبي في الأمريكتين؛ استمرت عامين قبل الانتقال إلى جمهورية فدرالية.
كانت موجودة منذ التوقيع على معاهدة قرطبة وإعلان استقلال الإمبراطورية المكسيكية في سبتمبر 1821 حتى تنازل الإمبراطور في مارس 1823 عندما تولت الحكومة المؤقتة السلطة وأعلنت أول جمهورية مكسيكية في عام 1824. كان ملك الدولة أغوستين دي إتوربيدي، الذي حكم باسم اغوستين الأول من المكسيك.

## التأسيس
تجمعت مختلف الفصائل المستقلة في المكسيك الثورية حول ثلاثة مبادئ أو «ضمانات»، لاستقلال المكسيك عن إسبانيا: أن تكون المكسيك ملكية دستورية مستقلة يحكمها أمير أوروبي محافظ؛ أن الإسباني المولود في العالم الجديد والإسباني المولود في إسبانيا يتمتع من الآن فصاعدًا بحقوق وامتيازات متساوية؛ وأن الكنيسة الكاثوليكية الرومانية ستحتفظ بميزاتها وموقعها كدين رسمي للأرض. شكلت هذه الضمانات الثلاثة جوهر خطة إيجوالا، وهي الخطة الثورية التي جمعت بين جميع الفصائل المكسيكية، من خلال الجمع بين هدف الاستقلال والدستور مع الحفاظ على الملكية الكاثوليكية. بموجب خطة 24 فبراير 1821 لإيجوالا، التي اشتركت فيها معظم المقاطعات، أنشأ الكونغرس المكسيكي مجلسًا للوحدة يرأسه إيتوربيد.
بعد التوقيع على إعلان استقلال الإمبراطورية المكسيكية المؤرخ 28 سبتمبر 1821، اعتزم الكونغرس المكسيكي إنشاء كومنولث يكون فيه ملك إسبانيا، فرديناند السابع، إمبراطورًا للمكسيك، ويخضع فيه كلا البلدين لقوانين منفصلة وأشكال منفصلة من الهيئات التشريعية. إذا رفض الملك هذا المنصب، ينص القانون على صعود عضو آخر من عائلة بوربون إلى العرش المكسيكي. ومع ذلك، كان الهدف مجرد تكتيك سياسي لإرضاء آخر الملوك، وكان من المتوقع الاستقلال الكامل. ومع ذلك، رفض الملك فرديناند الاعتراف باستقلال المكسيك وقال إن إسبانيا لن تسمح لأي أمير أوروبي آخر بأخذ عرش المكسيك.

## إتوربيدي
انتُخب الجنرال أغستين دي إيتوربيدي -وهو مكسيكي من أصل إسباني نقيّ كان ضابطًا ملكيًا وقاد جيش الضمانات الثلاثة في المراحل الأخيرة من الحرب- رئيسًا للحكومة المؤقتة والوصي على العرش بينما يتم اختيار العاهل. كان إيتوربيدي يتمتع بشعبية كبيرة بعد نجاحاته في حرب الاستقلال، وفي مساء يوم 18 مايو 1822، قامت مظاهرة حاشدة بقيادة فوج سيلايا، الذي قاده إيتوربيد أثناء الحرب، بمسيرة في شوارع مكسيكو سيتي وطالبوا إيتوربيد بأن يأخذ العرش بنفسه.
في 19 مايو 1822، سمى الكونغرس المكسيكي إيتوربيد كإمبراطور دستوري. في 21 مايو، أصدر مرسومًا يؤكد هذا التعيين، والذي كان رسميًا تدبيرًا مؤقتًا حتى يجدوا ملكًا أوروبيًا يحكم المكسيك. كان التتويج الرسمي لإيتوربيدي كإمبراطور: «بواسطة العناية الإلهية والكونغرس الوطني، أول إمبراطور دستوري للمكسيك». تُوجَّ في 21 يوليو 1822 في مكسيكو سيتي.

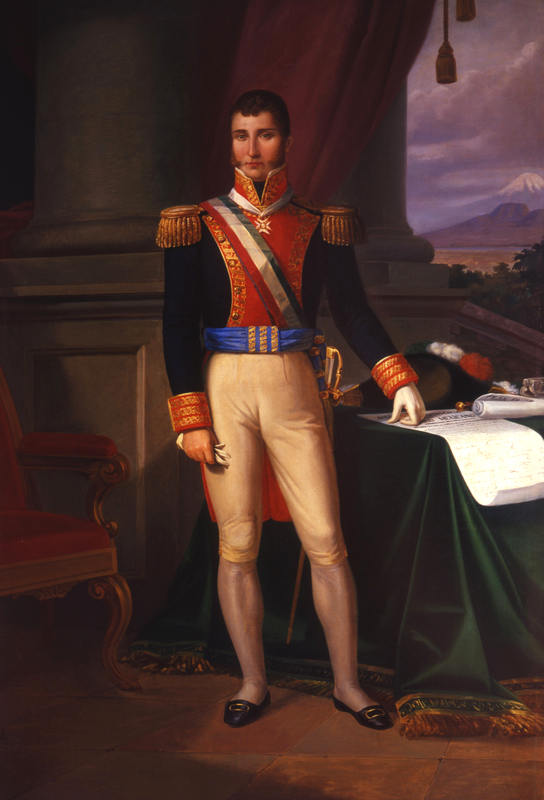
الإمبراطور أغوستين دي إتوربيدي

في أغسطس 1822، اكتُشفت مؤامرة للإطاحة بالملكية، وفي 25 أغسطس اعتُقل متآمرون، بينهم 16 من أعضاء الكونغرس. عندما بدأت الفصائل في الكونغرس بانتقاد إيتوربيد وسياساته بحدة، قرر الإمبراطور في 31 أكتوبر حل الهيئة. وأدى ذلك إلى انتفاضات إقليمية، كان أهمها حراس فيراكروز بقيادة أنطونيو لوبيز دي سانتا آنا. ثار سانتا آنا وقواته ضد إيتوربيدي، داعياً إلى استعادة الكونغرس في 1 ديسمبر 1822. أقنع سانتا آنا سراً الجنرال إيشافاري، قائد القوات الإمبراطورية، بالتبديل بين الجانبين ودعم الثورة عندما كانت جاهزة ليُعلن عنها في جميع أنحاء المكسيك. انضم أبطال الاستقلال فيسينتي غيريرو ونيكولاس برافو وغوادالوبي فيكتوريا، لتوقيع خطة كازا ماتا في 1 فبراير 1823، والتي دعت إلى استعادة الكونغرس.

## الانهيار

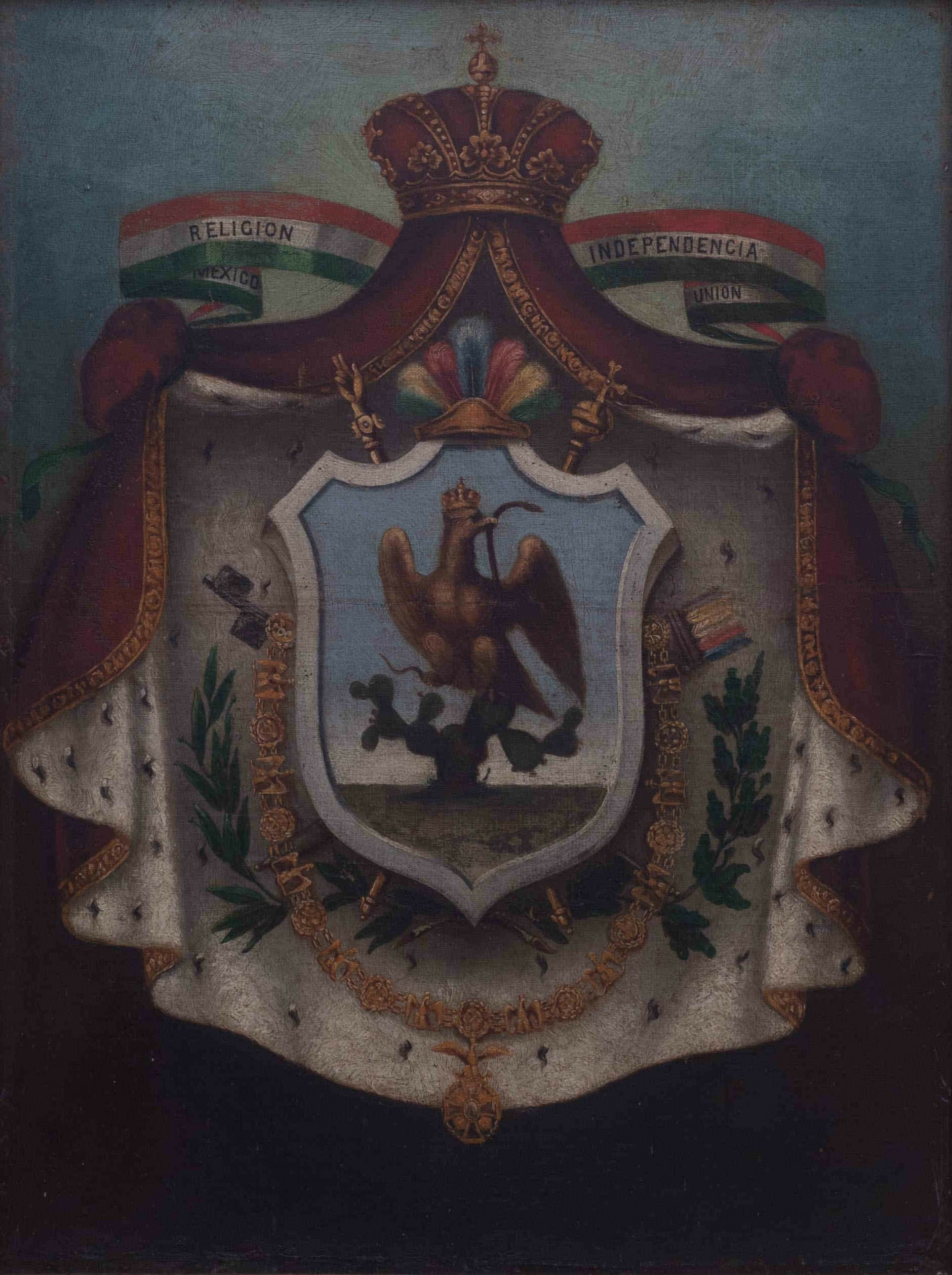
شعار النبالة للإمبراطورية المكسيكية الأولى.

لم تعترف خطة كاسا ماتا، التي وقّعها جنرالات وحكام ومسؤولون حكوميون آخرون رفيعو المستوى، بالإمبراطورية المكسيكية الأولى ودعت إلى عقد مؤتمر تأسيسي جديد. أرسل المتمردون اقتراحهم إلى حكومات المقاطعات وطلبوا تمسكهم بالخطة. خلال ستة أسابيع فقط، امتدت خطة كازا ماتا إلى أماكن بعيدة مثل تكساس، ودعمت جميع المقاطعات الخطة تقريبًا.
سحبت كل حكومة إقليمية قبلت الخطة ولاءها من الحكومة الإمبراطورية وتولت السيادة داخل إقليمها.
تُرك الإمبراطور أغوستين الأول معزولًا بدعم قليل خارج مكسيكو سيتي وفصائل قليلة من الجيش الإمبراطوري. وبالتالي، أعاد تثبيت الكونغرس، الذي ألغاه سابقًا، تخلى عن العرش، وهرب من البلاد في 19 مارس 1823.
واصل سانتا آنا وغيره من المؤيدين لخطة كازا ماتا الإشراف على صياغة دستور جديد وإنشاء أول جمهورية مكسيكية في العام التالي.

## الأراضي
تتوافق أراضي الإمبراطورية المكسيكية مع حدود الوصاية على إسبانيا الجديدة، باستثناء النقابات العامة في كوبا وسانتو دومينغو والفلبين. ضُمت أراضي أمريكا الوسطى الخاصة بالنقابة السابقة في غواتيمالا إلى الإمبراطورية بعد وقت قصير من إنشائها.
في ظل الإمبراطورية الأولى، وصلت المكسيك إلى أقصى حدودها الإقليمية، حيث امتدت من شمال كاليفورنيا إلى مقاطعات أمريكا الوسطى (باستثناء بنما، التي كانت آنذاك جزءًا من كولومبيا)، التي لم توافق في البداية على أن تصبح جزءًا من الإمبراطورية المكسيكية ولكنها انضمت إلى الإمبراطورية قريبًا بعد استقلالهم.
بعد تنازل الإمبراطور، دعا الجنرال المكسيكي فيسينتي فيليسولا في 29 مارس إلى عقد مؤتمر جديد لأمريكا الوسطى، وفي 1 يوليو 1823 شكلت مقاطعات أمريكا الوسطى جمهورية أمريكا الوسطى الفدرالية، اختارت مقاطعة تشياباس البقاء كجزء من المكسيك. سيؤدي التطور الإقليمي اللاحق للمكسيك على مدار العقود القليلة اللاحقة (بشكل أساسي التنازل إلى الولايات المتحدة) إلى تقليل المكسيك إلى أقل من نصف حدها الأقصى.